# 泣きたいときのクスリ
『泣きたいときのクスリ』（なきたいときのクスリ）は、2009年公開の日本映画である。この映画は、オロナインH軟膏55周年記念作品でもある。

## 概要
2007年秋にJFN系列各局で放送されたラジオドラマ「泣きたいときのクスリ」を基に映画化された作品である。劇中のラジオ放送では、製作協力しているFMラジオ各局の人気パーソナリティ13人が各地域別にそれぞれ声の出演をしている。

## キャスト
- 龍一：大東俊介
- 桜木エリカ：戸田菜穂
- 竹野：袴田吉彦
- 洋介：遠藤憲一
- 綾：佐津川愛美
- 麻里子：北浦愛
- 電車内で号泣しているおじさん：中村まこと

## スタッフ
- 監督：福島三郎
- 脚本：飯島早苗、いしかわ彰
- 製作：伊達寛、大橋孝史、奥出緑
- 企画：高草木恵
- エグゼクティブプロデューサー：下田寛海
- プロデューサー：城田信義、平野貴之、上野境介、小野誠一
- 助監督：崎田憲一
- 撮影：榎田洋美
- 美術：藤井悦男
- 録音：中川究矢
- 照明：渡辺大介
- 編集：和田剛
- 音楽：河辺健宏
- 製作：トルネード・フィルム
- 製作協力：エフエム青森・エフエム岩手・エフエム秋田・エフエム山形・エフエム山陰・岡山エフエム放送・エフエム山口・エフエム徳島・エフエム佐賀・エフエム長崎・エフエム宮崎・エフエム鹿児島
- 配給：エスピーオー、ジョリー・ロジャー
- 上映時間：81分

## 主題歌
- 「Tears Like A Rain」／瓜生明希葉